# Kyiv Smart City

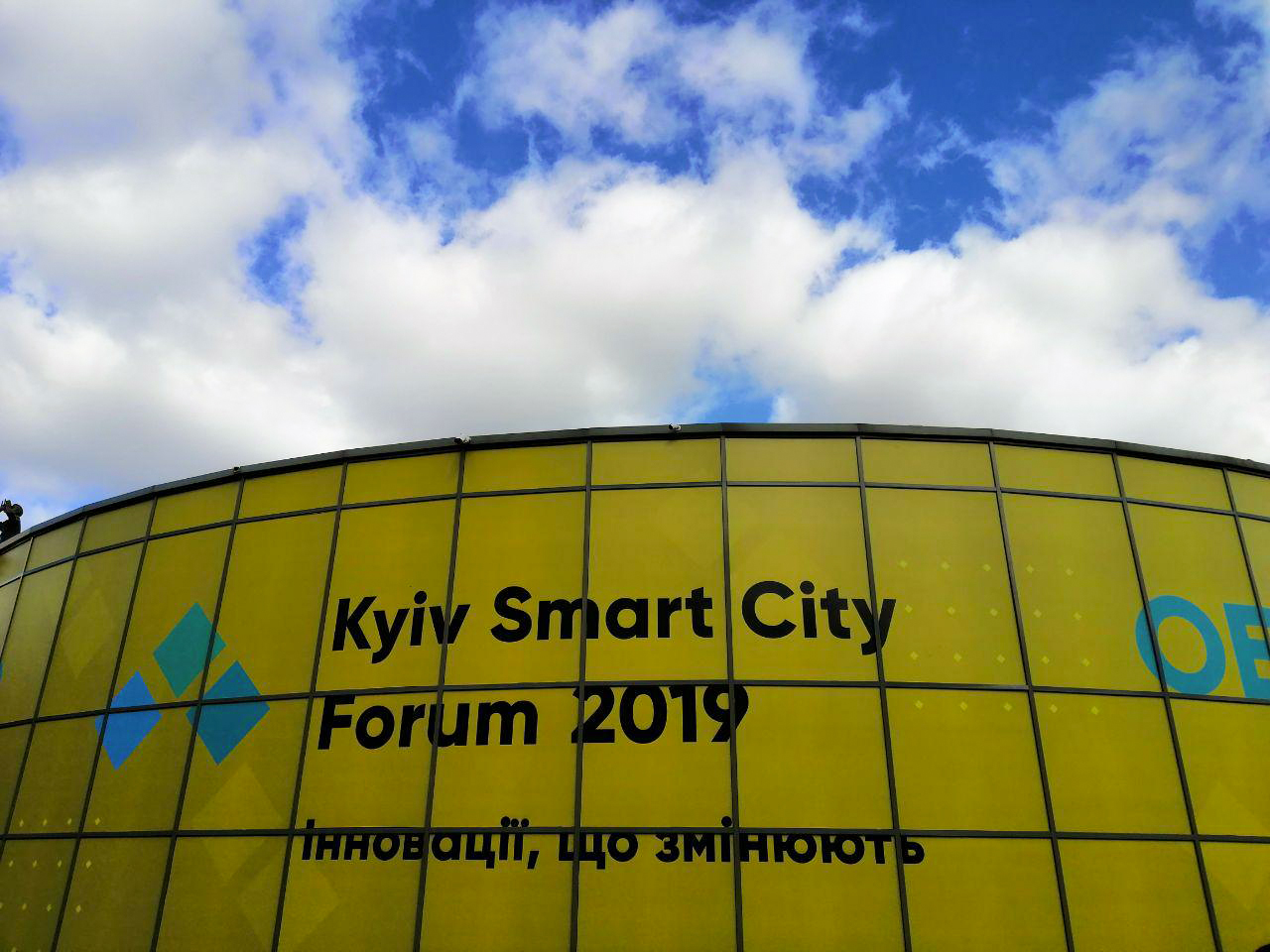
Банер Kyiv Smart City Forum 2019, що проходив у Києві в жовтні 2019 року

Kyiv Smart City або Київ Смарт Сіті — київська міська ініціатива, що працювала з 2015 до 2020 року з метою технологізації столиці України — міста Києва через запровадження проєктів «Картка киянина», онлайн записів та підтримки міських проєктів з упровадженням порталу відкритих даних, онлайн запису до лікаря, електронної черги до дитсадків, комплексної системи відеоспостереження, системи електронних петицій тощо. На заміну йому прийшов додаток Київ Цифровий.

## Історія
2015 року на Всесвітньому економічному форумі в Давосі Київський мер Віталій Кличко досяг домовленостей з німецькою компанією SAP про створення платформи для відкритого бюджету без залучення бюджетних коштів за прикладом досвіду американського міста Бостона.
У березні 2015 року проєкт відкритого бюджету було презентовано для обговорення експертами громадянського суспільства, створено робочу групу з розробки проєкту та розпочато роботу над створенням концепції Kyiv Smart City. Під час розробки концепції були сформовані пріоритети розвитку міста — е-урядування, безпека, медицина, ЖКГ та транспорт. 2-3 жовтня 2015 року на першому Kyiv Smart City Forum мер міста презентував містянам Концепцію та підписав Меморандум про співпрацю міської влади з громадськістю, місцевими компаніями та закордонними ІТ-компаніями, які готові активно сприяти процесу втілення концепції Kyiv Smart City в життя.
Після презентації меморандуму його було затверджено Київською міською радою та створено експертну раду з питань розробки та впровадження концепції «Київ Смарт Сіті». 31 травня була зареєстрована громадська організація «СМАРТ СІТІ ХАБ» та 22 травня 2016 року було відкрито Kyiv Smart City Hub — суспільний центр, у якому регулярно організовують хакатони, інкубатори та акселератори міських проєктів, воркшопи та навчальні курси для киян різного віку.
У жовтні 2017 року в КМДА створено Департамент інформаційно-комунікаційних технологій виконавчого органу Київської міської ради, який сприяє реалізації проєктів ініціативи. Департамент очолив Юрій Назаров — координатор ініціативи з боку міської влади. У листопаді 2017 року Київською міською радою було ухвалено Концепцію Київ Смарт Сіті та проведено Kyiv Smart City Forum 2017. Через рік, у жовтні 2018 року було проведено Kyiv Smart City Forum 2018. У листопаді 2018 року запущено систему е-квитка в тестову експлуатацію та відкрито представництво Kyiv Smart City Hub в Силіконовій долині. А у жовтні 2019 року проведено Kyiv Smart City Forum 2019, на якому підписано Меморандум про співпрацю «Тель-Авів — Київ Смарт Сіті Акселератор», щоб допомоги українським розробникам втілювати проєкти для покращення міської інфраструктури.
Станом на лютий 2020 року координаторами ініціативи були Ярослава Бойко та Юрій Назаров.
В січні 2021 року додаток перестав працювати, всі його сервіси було перенесено у новий застосунок «Київ цифровий». Представники прес-служби Kyiv Smart City заявили, що вони не мають жодного відношення до застосунку «Київ Цифровий» і що для них це стало несподіванкою, а про закриття застосунку вони дізналися з новин.

## Про ініціативу
Проєкт діє з метою технологізації української столиці — міста Києва, реалізації та підтримки міських проєктів в рамках Концепції Kyiv Smart City 2020.
Діяльність у smart-напрямах:
- технологізація та міські сервіси: картка киянина, смарт вулиця[13], E-демократія та Громадський бюджет[14], AI for Kyiv, бюджет участі[15], онлайн-петиції, електронні закупівлі, ІАС «Майно», запис на прийом до лікаря, запис дитини до закладів дошкільної освіти (дитячих садків), єдиний обліковий запис киянина, портал «Відкриті дані», додаток Kyiv Smart City, реєстр домашніх тварин[16];
- транспортна інфраструктура: Е-квиток[17], разовий qr-квиток у громадському транспорті, диспетчерський центр моніторингу роботи транспорту[18][19][20];
- екологія: дослідження якості води та повітря в Києві[21], екомоніторинг у столичних школах, геопросторовий план Києва для прогнозування росту забудови, дослідження водойм, зміни обсягів озеленення та температури;
- освіта: освітні курси з IT та міських технологій для дітей та киян літнього віку[22][16], школа програмування для дітей, IT-курс з академією кодування для дітей[23], Kyiv Smart City School[24];
- безпека міста: комплексна міська система відеоспостереження[25], система сповіщення про надзвичайні ситуації[26], функція розпізнавання облич[27];
- пошук та підтримка інноваційних урбаністичних ідей: хакатони (Uber Smart Mobility[28], STEM, Coreteka automotive[29]), воркшопи, акселератори міських проєктів та «Тель-Авів — Київ Смарт Сіті Акселератор», форуми Kyiv Smart City[30][31].

## Kyiv Smart City Forum
Щорічний форум з метою популяризації smart city-технологій та впровадження інноваційних рішень, що складається з виступів та дискусії із запрошеними міжнародними та українськими експертами, які працюють із тематикою розумних міст. Нині вже проведено чотири форуми.